# パロルのみらい島
『パロルのみらい島』（パロルのみらいじま）は、2014年3月1日に『アニメミライ2014』の一作として公開されたシンエイ動画制作のアニメ映画作品。

## 概要
若手アニメーター育成プロジェクトの参加作品として『大きい1年生と小さな2年生』『黒の栖-クロノス-』『アルモニ』とともに2014年3月1日に公開された。テーマは「王道の王道の冒険もの」。ただ、今までと同じものではなく、「今作る王道」にしたという。

## あらすじ
とある島で暮らすパロル・ズーズ・リコットの三人。ある日、海岸に流れ着いた写真を見たリコットは、それに写る花火をとても気に入ってしまう。翌日、ズーズの作った船で三人は住んでいた島を飛び出し、人間の世界へと足を踏み入れる。初めて見る人間の世界にズーズとリコットは興味津々だが、パロルだけは早く帰りたい気持ちでいっぱいだった。そして、そんな三人には思わぬ罠が襲い掛かる。

## スタッフ
- 監督 - 今井一暁
- プロデューサー - 岡田麻衣子
- キャラクターデザイン/作画監督 - 亀田祥倫
- 原案/脚本 - 岡野孝規
- 作監補佐 - 加来哲郎
- 中堅原画 - 石橋翔祐、沖田博文
- 若手原画 - 河毛雅妃、有賀詩織、小林麻衣子、三田遼子、曽々木安恵、山下晃、酒井原美樹
- 動画検査 - 八木綾乃
- 美術監督 - 秋山健太郎
- 美監補佐 - 河合佑香
- 色彩設計/色指定 - 今泉ひろみ
- 撮影監督 - 花井延昌
- 編集 - 三宅圭貴
- 音響監督 - 大熊昭
- 音響効果 - 横山正和、横山亜紀
- 音楽 - 相良まさえ、樺山潤一郎
- 制作 - シンエイ動画株式会社

## 主題歌
「未来からの招待状」
作詞 - 今井一暁 / 作曲 - 相良まさえ / 編曲 - 樺山潤一郎 / 歌 - 伊佐なつき

## 声の出演
- パロル - 藤村歩
- リコット - 川澄綾子
- ズーズ - 勝杏里
- 団長 - 飯塚昭三
- アン - 金田朋子
- ワシ - 黒田崇矢
- 先生 - 宮澤正
- 店主 - 藤原貴弘
- おばさん - 冨樫かずみ
- チビ - 志賀克也
- ノッポ - 増岡太郎
- 男 - 板取政明
- 子供A - 深田愛衣
- 子供B - 平田真菜

## 放送局
| 放送地域   | 放送局     | 放送期間      | 放送日時           | 放送系列       | 備考    |
| ---------- | ---------- | ------------- | ------------------ | -------------- | ------- |
| 近畿広域圏 | 読売テレビ | 2014年3月31日 | 月曜 27:58 - 28:28 | 日本テレビ系列 | MANPA内 |

## Blu-ray
- 商品名「アニメミライ2014」

品番 - ANTX33003
2014年3月22日・23日の『Anime Japan 2014』で会場販売。

## 他作品との関係
監督の今井一暁をはじめとする製作スタッフは、本作がきっかけで『ドラえもん のび太の宝島』の製作に参加した。